# Wiggiswil
Wiggiswil est une commune suisse du canton de Berne, située dans l'arrondissement administratif de Berne-Mittelland.

## Toponymie
La plus ancienne occurrence du toponyme, Wigerswile, date de 1219. Il connaît par la suite plusieurs variations : Wikeswile (1264), Wigeswile (1268), Wicheswile (1278) et Wiggiswile (1318). Le préfixe correspond probablement au nom d'une personne en vieux haut-allemand (Widger), tandis que le suffixe -wile (cf. latin villa) désigne une ferme ou un domaine.
Wiggiswil signifie donc la ferme de Widger.

## Héraldique
D'azur, un griffon d'argent à bec, lampassé, ailé, membré et armé d'or (trad.).
Les armoiries actuelles datent de 1924, mais ses composants de base sont connus depuis 1780.

## Géographie
Wiggiswil se trouve à 9 km au nord de Berne, sur le Plateau bernois, à 554 m d'altitude, sur le flanc nord-ouest de la vallée du Moossee.
Le territoire de la commune s'étend sur 1,4 km². Au sud, il comprend une partie de la plaine formée par la vallée du Moossee, où se trouvent le restaurant de la Moospinte et où coule le canal de l'Urtenen, et la réserve naturelle du petit Moossee. Il débouche ensuite au nord, après une pente raide d'environ 40 m, sur le haut plateau ouvert de Wiggiswil, qui appartient à la partie sud-est du plateau de Rapperswil. Les points culminants du territoire communal sont l'Aspli (581 m) et la forêt du Rädisried (584 m). La forêt du Wideholz le délimite à l'est.
En 2004, la commune comptait 67,1 % de surfaces agricoles, 18,5 % de surfaces d'habitat et d'infrastructures, 12,3 % de surfaces boisées et 2,1 % de surfaces improductives.
Les communes limitrophes sont Jegenstorf, Urtenen-Schönbühl, Moosseedorf, Münchenbuchsee et Deisswil bei Münchenbuchsee.

## Démographie
Wiggiswil compte 103 habitants (état le 1er janvier 2021), ce qui la classe parmi les communes les moins peuplées du canton de Berne.
Depuis 1850, la population de Wiggiswil a toujours oscillé entre 92 (1990) et 142 (1860) personnes. Ces dernières décennies, on observe toutefois une légère tendance à la baisse.
En 2018, la commune recensait 9,7 % d'étrangers.
En 2000, 91,8 % de la population indiquait l'allemand comme langue principale, 3,1 % le portugais et 2,1 % le polonais.

## Politique
Wiggiswil est gouverné par une Assemblée communale (Gemeindeversammlung) et un Conseil communal (Gemeinderat) de 5 membres.
Lors de l'élection de 2019 au Conseil national (les résultats de Wiggiswil sont mis en commun avec ceux de Deisswil bei Münchenbuchsee), l'UDC a obtenu 51,4 % des voix, le PBD 9,7 %, les Vert'libéraux 8,5 %, le PLR 7,8 %, les Verts 7,6 %, le PS 6,2 %, le PEV 4,0 %, le Parti pirate 1,2 %, l'UDF 0,9 % et le PDC 0,5 %.

## Économie
Jusque dans la seconde moitié du XXe siècle, Wiggiswil était un village largement agricole. Aujourd'hui (état le 31 décembre 2017) la commune compte 39 emplois : 51,3 % de la population active travaille encore dans le secteur primaire (cultures et production laitière), 17,95 % des actifs travaillent dans le secteur secondaire (petit artisanat), tandis que le secteur tertiaire (services) rassemble de 30,8 % de la main-d’œuvre.
Quelques résidents actifs sont des pendulaires qui travaillent principalement à Münchenbuchsee dans l'agglomération de Berne.

## Transports
La commune est facilement accessible depuis la route principale qui relie Urtenen-Schönbühl à Schüpfen. L'autoroute A6 (Berne-Bienne), achevée en 1973, traverse le territoire communal. La sortie la plus proche se trouve à environ 4 km du centre du village.
Wiggiswil ne compte aucune gare ni arrêt de bus.

## Histoire
Au Moyen Âge, Wiggiswil est sous la suzeraineté des comtes de Kybourg. Au XIIIe s., la seigneurie foncière revient à la commanderie des chevaliers de l'ordre de Saint-Jean à Münchenbuchsee. À partir de 1406, Wiggswil est sous la suzeraineté de Berne, puis passe au bailliage de Münchenbuchsee après la sécularisation de la commanderie en 1528 (conséquence de la Réforme). Après la chute de l'Ancien Régime (1798), Wiggiswil dépend du district de Zollikofen pendant la République helvétique, puis du bailliage de Fraubrunnen à partir de 1803 (date de l'Acte de Médiation), lequel devient un district administratif avec la nouvelle constitution de 1831.
Les villages de Wiggiswil et de Deisswil bei Münchenbuchsee, qui formaient déjà une commune scolaire depuis 1802, fusionnent politiquement en 1832, puis se séparent de nouveau en 1847. Les autorités cantonales prévoyaient à nouveau une fusion pour 1915, mais le projet a échoué devant la résistance des deux communes. Le drainage et l'amélioration foncière de la vallée du Moossee qui ont lieu de 1917 à 1920 permettent de gagner de précieuses terres cultivables. Pendant la Seconde Guerre mondiale, le restaurant de la Moospinte sert un temps de lieu de rencontre secret au général Guisan.
Aujourd'hui, Wiggiswil et Deisswil bei Münchenbuchsee ont une administration commune et collaborent étroitement avec leur grande voisine Münchenbuchsee.

## Patrimoine
Comptant de nombreuses fermes des XVIIe, XVIIIe et XIXe siècles caractéristiques du style bernois, Wiggiswil constitue un site construit d'importance nationale à protéger.
Voir également la Liste des constructions présentant un intérêt historique ou architectural à Wiggiswil (de).